# Ртвеладзе, Эдвард Васильевич
Эдвард Васильевич Ртвеладзе (груз. ედუარდ ბასილის ძე რთველაძე; узб. Edvard Vasilyevich Rtveladze; 14 мая 1942, Боржоми, Грузинская ССР, СССР — 10 февраля 2022, Ташкент, Узбекистан) — советский, грузинский и узбекистанский археолог и историк. Академик Академии наук Республики Узбекистан, доктор исторических наук, профессор, член Сената Олий Мажлиса Республики Узбекистан. Являлся специалистом в области истории, археологии, нумизматики, культуры и искусства Центральной Азии, Кавказа и соседних стран. Автор многочисленных научных книг, монографий, докладов и статей, председатель научного совета Всемирного Общества по изучению, сохранению и популяризации культурного наследия Узбекистана.

## Биография
Родился 14 мая 1942 года в городе Боржоми, Грузинской ССР. Его отец работал в Ликани — главном санаторном месте Боржоми, где заведовал питанием для раненых, доставляемых с фронта. Был участником Первой мировой войны, а на Вторую мировую войну его уже не призвали по причине возраста. Дом семьи Ртвеладзе располагался в живописном месте по дороге из Боржоми в Ликани, напротив парка, где находился дворец императора Александра III, а за его домом сразу же начинался густой лес Боржомского заповедника. Большой дом, в котором он жил с семьей, делился на две части. В одной из них жил егерь заповедника, друг его отца Николай Камкамидзе с женой Русудан и детьми, а во второй — семья Ртвеладзе: отец, мать, две сестры — Нелли и Тамара (умерла в 13 лет от менингита), брат Валерий и сам Эдвард. Его сестры и брат родились в Кисловодске, где его семья жила ещё до войны в доме приобретенном отцом Эдварда до революции.
В 1946 году отец Эдварда решил вернуться в Кисловодск. Позднее Эдвард с матерью, братом и сестрами присоединились к отцу. В те годы у Эдварда появился интерес к путешествиям, природе и истории. В Кисловодске они с семьей поселились на Ольховской набережной, неподалеку от знаменитой Лермонтовской скалы, где состоялась дуэль Грушницкого и Печорина, описанная Лермонтовым в романе «Герой нашего времени». Спустя год, они переехали район Баязет. В 1949 году Эдвард пошел в первый класс школы № 17, а затем в старших классах в школу № 14.
В феврале 1949 года от свирепствовавшего в те годы менингита в возрасте 13 лет скончалась его сестра Тамара. После этого отец Эдварда уехал вначале в город Клухори, а затем переехал в станицу Зеленчукскую, где стал работать заведующим чайной. В августе 1950 года семья Ртвеладзе переехала в станицу Зеленчукскую, где они прожили три года. В юные годы наукой Эдвард стал заниматься самостоятельно. Когда он учился в Кисловодске, там не было никаких учебных и научных учреждений, связанных с археологией или историей.
Родители Эдварда не имели высшего образования. Его отец Василий Иосифович — по причине того, что с конца XIX и начала XX века до XIX и начала XX века жил у бабушки в труднодоступном горном селении, находившемся в Верхней Раче, куда учитель из Кутаиси приезжал на зиму до закрытия перевала и уезжал после его открытия. В детстве и юности он говорил только по-грузински и по-свански, а русский язык освоил после приезда в Тбилиси. Несмотря на то, что он хорошо освоил русский язык, говорил с сильным грузинским акцентом. Мать, Анна Тимофеевна, закончила три класса гимназии в Николаеве и Севастополе, где её отец — Тимофей Яковлевич Хонин, занимался клёпкой боевых кораблей. Несмотря на это, его родители очень любили читать. Его отец, особенно в пенсионном возрасте, целыми днями просиживал в городской читальне и читал различные книги. Помимо своих родных грузинского и сванского языка, он говорил по-турецки и персидски, которые освоил во время пребывания в Персии и Турции до революции. Также он владел азербайджанским и армянским языком. Его мать, по мере возможности, также много читала.
Эдвард и его сёстры и брат с детства воспитывались в среде, где книге придавалось большое значение. В юные годы Эдвард начал читать научную литературу. В основном это были книги по географии, о путешествиях и открытиях новых земель. К восьмому классу он перечитал всю имевшуюся в библиотеках Кисловодска географическую литературу, в том числе книгу Иосифа Магидовича об истории географических открытий. В те годы он делал собственные маршруты по горам и долинам окрестностей Кисловодска, и даже однажды вместе с друзьями сверстниками дошел до византийского монастыря в Верхнем Архызе.
В 1956 году Эдвард Ртвеладзе совершил путешествие к горе Эльбрус, через долины рек Хасаута и Харбаза, в верховья реки Малки. Позднее он совершил поездку через труднодоступный перевал Кыртык-ауш в Баксанское ущелье. Кроме того, в юности он побывал в долине Эшкакона через Маринский перевал в Клухори. Уже в те поры Эдвард начал увлекаться книгами по истории и археологии, которые постепенно стали оттеснять и заменять географическую литературу, которые побудили его совершать археологические обследования местностей. С лета 1958 года Эдвард уже самостоятельно занимался полевой археологией вместе со своим одноклассником и другом Владимиром Багдасаровым, в будущем ставшим переводчиком в Египте, а затем многие годы заведовавшим отделом в библиотеке Академии наук СССР.
В 1967 году Эдвард Ртвеладзе окончил Ташкентский государственный университет по специальности «историк-археолог». В 1967—1969 годах работал лаборантом и младшим научным сотрудником института искусствоведения Академии наук Узбекистана. С 1970 по 1973 год — преподавал в Ташкентском институте театрального и художественного искусства. С 1973 по 1976 год — младший научный сотрудник Института искусствоведения Академии художеств Узбекистана. В 1976—1985 годах был старшим научным сотрудником Института искусствоведения Академии художеств Узбекистана. С 1985 до 2009 года — заведующий отделением Института искусствоведения Академии художеств Узбекистана.

## Научная работа
Научная деятельность Эдварда Ртвеладзе охватывала древнюю и средневековую историю и археологию Средней Азии, искусство и культуру этих периодов, а также связанные с ними вспомогательные исторические дисциплины — нумизматику и эпиграфику. По состоянию на середину 2000-х годов он участвовал более чем в 80 научных археологических экспедициях не только на территории Средней Азии, но и на Кавказе, Кипре, во Франции и Японии. При непосредственном участии Эдварда Ртвеладзе открыто и исследовано большое количество археологических памятников. Во главе с Эдвардом Ртвеладзе Тохаристанская экспедиция проводила археологические раскопки крупного памятника Кампыртепа — древнего города периода Кушанского царства. В 1991 году он открыл крепость Узундара. Под руководством учёного также составлялись коллективные юбилейные монографии об исторических городах Узбекистана и выдающихся государственных деятелях прошлого, в частности, книги «Амир Темур в мировой истории», «Хива — город тысячи куполов», «Шахрисабз», «Термез», «Джалалиддин Мангуберды» и другие. К 2012 году Эдвард Ртвеладзе опубликовал, в общей сложности, 830 научных трудов
В 1985 году удостоен Государственной премии Узбекской ССР имени Бируни.
В 1989 году Эдварду Ртвеладзе присвоена учёная степень доктора исторических наук, в 1992 году — учёное звание профессора. В 1995 году избран в состав Академии наук Узбекистана.
В 2016 году под руководством общественного деятеля Фирдавса Абдухаликова стоял у истоков проекта «Культурное наследие Узбекистана в собраниях мира», цель которого — описать и собрать воедино исторические памятники, рукописи, артефакты древней истории Узбекистана в музейных коллекциях мира и предоставить их в пользование ученых и широкой общественности, обобщив в книгах и энциклопедических изданиях, обсудив на научных конгрессах и медийных форумах. На первом конгрессе проекта, прошедшем в Ташкенте и Самарканде 15-16 мая 2017 года, было создано Всемирное научное общество по изучению, сохранению и популяризации культурного наследия Узбекистана.
В 2019 г. в ходе археологических раскопках и нахождения важных научных находок на древнем городище Кампыр-тепе сделал заявление об предполагаемом открытии затерянного греко-бактрийского города — Александрии Оксианской.
В 2021 году в память о своей супруге написал библиографическую книгу «Л. Л. Ртвеладзе. Жизнь. Наука. Семья».
Скончался 10 февраля 2022 года.

## Семья
Супруга — Лидия Львовна (1941-14.04.2020), в девичестве Букинич, внучка Д. Д. Букинича — археолог и архивистка, длительное время работала заведующей архивом Государственное управление в области охраны и использования объектов культурного наследия Узбекистана.
В 50-летнем браке родились трое детей.:
- старшая дочь Анна — поэтесса, окончила филологический факультет;
- сын Григорий — увлекается футболом, по состоянию на 2015 год работал в Федерации футбола Узбекистана;
- дочь Нелли — выпускница Ташкентского института культуры, увлекается музыкой и театром.

У Эдварда Ртвеладзе два внука и две внучки.

## Комментарии
1. ↑  Ртвеладзе в интервью назвал место работы супруги как «Главное управление по охране памятников истории и культуры Узбекистана», тогда как официальное название учреждения — «Государственное управление в области охраны и использования объектов культурного наследия Узбекистана» согласно Закону Республики Узбекистан «Об охране и использовании объектов культурного наследия»

## Награды

### Узбекистан
- Государственная премия Узбекской ССР имени Беруни: 1985
- Золотая медаль и диплом АХ Узбекистана «За выдающийся вклад в изучении культуры»: 1999
- Орден «Буюк Хизматлари Учун» (За выдающиеся заслуги): 2001[12]
- Орден «Мехнат Шухрати»: 2003[13]
- Государственная премия Узбекистана в области науки и техники II степени: 2007[14]
- Орден «Эл-юрт Хурмати»: 2017
- также является обладателем различных дипломов и наград.

### Иностранные
- Орден Чести: 2001, Грузия